# Rhett and Link
Rhett and Link er en internetduo som underholdere bestående af Rhett James McLaughlin (født 11. oktober 1977) og Charles Lincoln "Link" Neal III (født 1. juni 1978) fra Buies Creek, North Carolina. Rhett er født i staten Georgia mens Link er født i North Carolina hvor de to mødte hinanden i 1. klasse. De kalder sig selv for "Internetainers" (et portmanteau af ordene "Internet" og "entertainers" (underholdere)), de er kendt for deres online virale videoer og komediesange, samt deres ti-episodes TV-serie Rhett & Link: Commercial Kings på The Independent Film Channel som laver lavbudget reklamer for lokale virksomheder rundt i USA. Duoen kan ses på flere forskellige YouTubekanaler: Deres Originale kanal kaldet Rhett & Link, som har over 966 millioner visninger og over 5 millioner abonnenter; og Good Mythical Morning, som er et talk-show segment der bliver sendt på hverdage, og har over 9 milliarder visninger og over 18,5 millioner abonnenter (som gør den til 249. mest abonnerede YouTube kanal). En anden kanal kaldt "show after the show", Good Mythical MORE, bliver sendt lige efter Good Mythical Morning på ugedage og har 4 millioner abonnenter.

## Tidlige år
Rhett James McLaughlin og Charles Lincoln "Link" Neal mødtes i 1984 ved Buies Creek Elementary School i Buies Creek, North Carolina, hvor de hvor de gik i første klasse, et møde, som de senere har skrevet en sang om. Nogle år senere fandt de deres førsteklasses lærer, og lavede en dokumentar kaldt "Looking for Ms. Locklear", som handlede om søgen efter hende. I "8 Surprising St. Patrick’s Day Facts (GAME)" på Good Mythical Morning, sagde Rhett at han er halv irer.
Da de var fjorten skrev de et manuskript med titlen "Gutless Wonders" og begyndte at lave en film baseret på manuskriptet, men de filmede kun et par scener og filmen blev aldrig færdig. Dette manuskript blev til sidst læst op i flere episoder af Good Mythical Morning. I 1994 i high school lavede de en 25 minutters filmparodi på tragedien om Oedipus the King, hvor Rhett var Oedipus og Link var hans fars tjener. 
Senere blev de bofæller på North Carolina State University, hvor Neal studerede industriteknik og McLaughlin studerede til anlægsarbejder. De fik deres grad og selv arbejdede i deres område i et stykke tid.

## Tilstedeværelse på internettet
Rhett og Link sagde op på deres jobs som ingeniører kort tid efter deres graduering fra college og at lave videoer er deres eneste profession, med deres primære kanal som en af de mest sete på YouTube.

## Daglige morgenshow

### Serieoversigt
| Sæson                     | Episoder | Sæsonpræmiere     | Finaleafsnit      | Youtube Original   |
| ------------------------- | -------- | ----------------- | ----------------- | ------------------ |
| Good Morning Chia Lincoln | 40       | 3. januar 2011    | 28. februar 2011  | Nej                |
| GMM Season 1              | 129      | 9. januar 2012    | 6. juli 2012      | Nej                |
| GMM Season 2              | 85       | 6. august 2012    | 30. november 2012 | Nej                |
| GMM Season 3              | 60       | 14. januar 2013   | 5. april 2013     | Nej                |
| GMM Season 4              | 79       | 3. september 2013 | 20. december 2013 | Nej                |
| GMM Season 5              | 128      | 8. januar 2014    | 4. juli 2014      | Nej                |
| GMM Season 6              | 115      | 14. juli 2014     | 19. december 2014 | Nej                |
| GMM Season 7              | 136      | 12. januar 2015   | 17. juli 2015     | Nej                |
| GMM Season 8              | 101      | 10. august 2015   | 25. december 2015 | Nej                |
| GMM Season 9              | 120      | 11. januar 2016   | 17. juni 2016     | Nej                |
| GMM Season 10             | 106      | 1. august 2016    | 23. december 2016 | Nej                |
| GMM Season 11             | 111      | 16. januar 2017   | 7. juli 2017      | Nej                |
| GMM Season 12             | 87       | 21. august 2017   | 22. december 2017 | Delvist - Fra ep53 |
| GMM Season 13             | TBA      | 8. januar 2018    | TBA               | Ja                 |

## The Mythical Show
Den 25. april 2013 udgav Rhett og Link deres første show af "The Mythical Show" på deres anden kanal, en ugentlig 30 minutters lang  a weekly, 30 minute varierende show på YouTube torsdage kl 05:00 (EST]). Hver episode indeholdt et væld af kortere videoer hvor Rhett og Link var sammen med andre aktører og YouTube personligheder som gæster, herunder Tony Hale, Jill Wagner, Kat Von D, Smosh, Grace Helbig, Shay Carl, the Fine Brothers, Tessa Violet, Hannah Hart, Paul Scheer, Key & Peele, Miranda Sings, KassemG, PewDiePie og Taylor Swift. Duoen udgav også enkelte segmenter af The Mythical Show som enkeltstående videoer på deres første kanal. Den første sæson af The Mythical Show sluttede 11. juli 2013 efter 12 episoder.
De vandt i 2014 folkets valg Webby Awards til individuel komedie kort eller episode for deres "Middle School Musical - Breaking Bad" video, som var en del af "The Mythical Show".

## Priser og nomineringer
| År   | Titel                       | Nomineret                        | Pris                                | Resultat |
| ---- | --------------------------- | -------------------------------- | ----------------------------------- | -------- |
| 2014 | Screenchart! Channel Awards | Rhett McLaughlin and Link Neal   | Best Male Personality (Solo or Duo) |          |
| 2014 | Screenchart! Channel Awards | "Epic Rap Battle: Nerd vs. Geek" | Best Musical Performances           |          |